# Programmations de Night of the Prog
Pour un article plus général, voir Night of the Prog.
Cet article présente les programmations du festival Night of the Prog. 

## Années 2000

### Night of the Prog I (2006)
La première édition du festival se déroule sur une seule soirée le dernier vendredi de juillet avec quatre groupes ou artistes cosmopolites mais tous européens. Le groupe anglais Mostly Autumn, d'influence celtique, est ainsi le premier groupe à jouer au festival, suivi par le groupe allemand Sylvan (néo-prog, 1998). Puis l'écossais Fish, ancien chanteur de Marillion y est tête d'affiche sur plus de deux heures avant que le groupe italien Seconds Out ne close la soirée avec ses reprises du répertoire de Genesis,.

#### Vendredi 28 juillet
1. Mostly Autumn ( Angleterre)
2. Sylvan ( Allemagne)
3. Fish (ex Marillion) ( Écosse)
4. Seconds Out (Genesis tribute) ( Allemagne)

### Night of the prog II (2007)

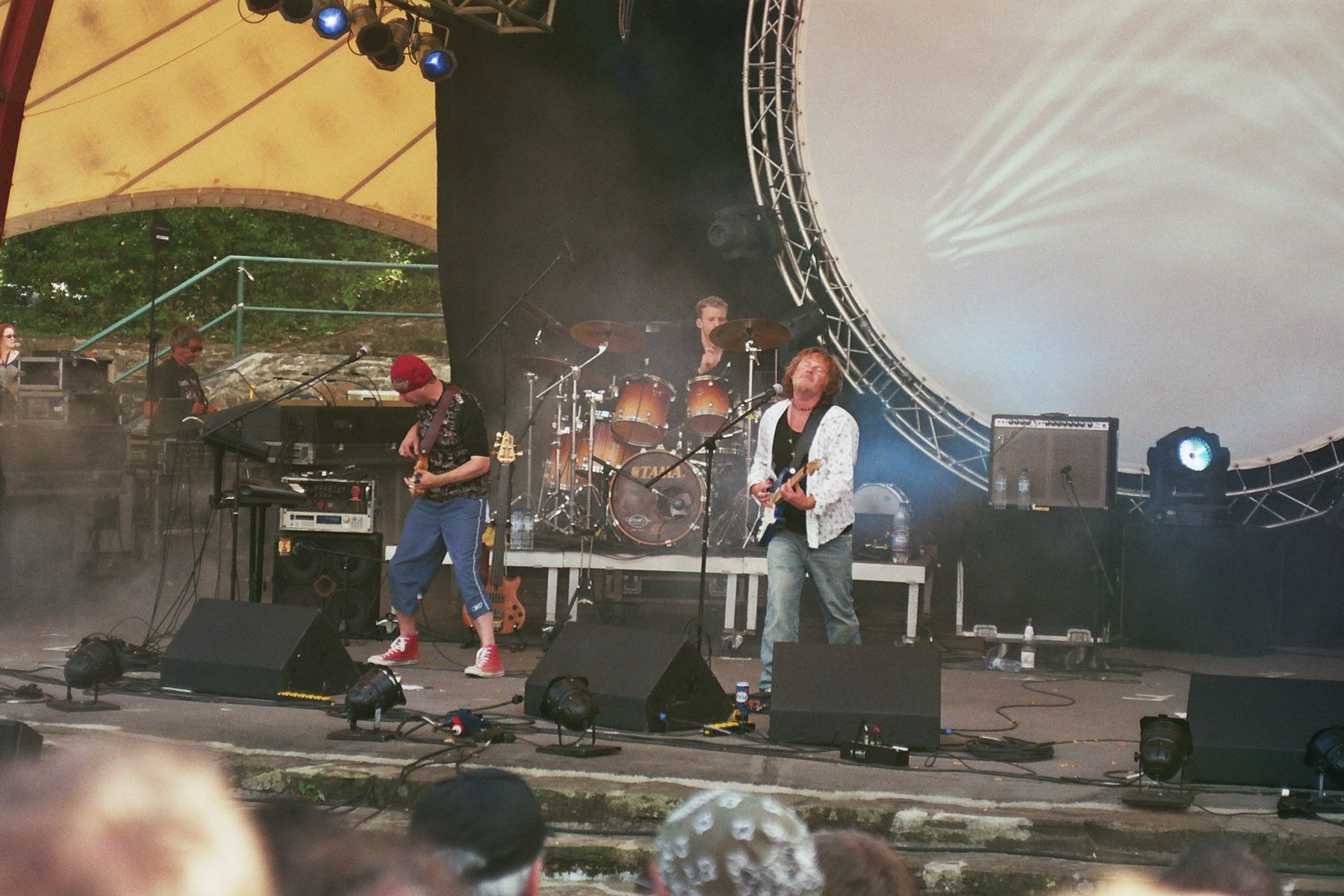
Pendragon au Night of the Prog II

La deuxième édition se déroule sur deux journées à la fin de la troisième semaine de juillet. Dix groupes ou artistes se produisent, soit cinq par journée. Ce qui oblige le festival à débuter plus tôt (vers 14-15 heures au lieu de 17 h 30 l'année précédente). La moitié des groupes de cette édition sont anglais, dont les célèbres groupes de néo-prog Pendragon et IQ qui jouent chacun en fin d'après-midi. L'Italie, l'Écosse et l'Allemagne sont à nouveau représentés et l'Australie, avec le groupe The Merlin Bird (folk prog), devient le premier groupe extra européen à jouer au festival. Le groupe anglais Jebo promeut son premier album sorti l'année précédente. La formation allemande Sylvan, de nouveau présente en terre locale, devient de la sorte le premier groupe à avoir joué deux fois au festival, qui plus est lors des deux premiers. Son compatriote, le groupe Echoes clôt la première journée en reprenant jusque tard dans la nuit des classiques de Pink Floyd sur près de 2 h 30.
Les têtes d'affiche de ce festival sont : pour la première journée, le mythique supergroupe Asia dans sa formation d'origine ; pour la seconde journée, Jethro Tull et la célèbre flûte de son leader Ian Anderson (bien que ce dernier déclarera ce soir-là que le groupe n'est pas un groupe de rock progressif), ainsi que Fish, lui aussi déjà présent l'année précédente, devenant de ce fait le premier artiste solo à s'être produit deux fois au festival.
| 1. Jebo ( Angleterre) 2. Sylvan ( Allemagne) - 2e participation 3. IQ ( Angleterre) 4. Asia ( Angleterre) 5. Echoes (Pink Floyd tribute) ( Allemagne) | 1. The Watch ( Italie) 2. The Merlin Bird ( Australie) 3. Pendragon ( Angleterre) 4. Jethro Tull ( Angleterre) 5. Fish (ex Marillion) ( Écosse) - 2e participation |

### Night of the prog III (2008)
La troisième édition se déroule cette fois sur trois journées à la fin de la troisième semaine de juillet. Dix-neuf groupes et artistes sont présents : excepté Fish, tous s'y produisent pour la première fois. De nouvelles nations sont ainsi représentées au festival : Pologne, Suède, Pays de Galle, Suisse, Pays-Bas, Norvège et États-Unis.
Le vendredi occupe une large place à la musique électronique germanique : à côté du groupe Solar Moon (formé en 1994), on retrouve, en tête d'affiche, les vétérans Klaus Schulze (accompagné par la chanteuse australienne Lisa Gerrard) et son ancien groupe Tangerine Dream. Le groupe polonais Hipgnosis (crossover prog, 2004) et le groupe suédois Isildurs Bane (symphonic prog, 1976) complètent la soirée.
Le samedi est le plus fourni avec pas moins de huit concerts. La journée commence par quatre groupes de provenances diverses : les Allemands de Central Park (néo-prog, 1983), les Gallois de Magenta (néo-prog, 2001), les Suisses de Prisma (métal-progressif, 2002) et les Anglais de It Bites (crossover prog, 1982). Deux célèbres groupes suédois jouent en fin d'après-midi : The Flower Kings (symphonic prog, 1994) et Pain of Salvation (métal progressif, 1984). Les têtes d'affiche de la soirée sont le célèbre Barclay James Harvest dans sa mouture avec Les Holroyd, et le chanteur Fish pour sa troisième prestation en trois festivals, devenant ainsi le recordman de participations.
Le dimanche débute avec le groupe hollandais Night Aera (néo-prog 2004), suivi par les Norvégiens de Gazpacho (crossover prog, 1996) et les Polonais de Quidam (néo-prog, 1991). Neal Morse, l'ancien chanteur de Spock's Beard, clôt l'après-midi, avec son rock progressif chrétien. À la différence des deux années précédentes, aucun groupe hommage ne participe au festival. Les reprises de groupes renommés sont cette fois assurées par d'anciens de leurs membres : l'Écossais Ray Wilson (chanteur de Genesis à la fin des années 1990) avec son groupe Stiltskin, et Roger Hodgson (ancien chanteur de Supertramp) sont ainsi les têtes d'affiche en clôture de cette édition.
| 1. Solar Moon ( Allemagne) 2. Hipgnosis ( Pologne) 3. Isildurs Bane ( Suède) 4. Klaus Schulze ( Allemagne) & (Lisa Gerrard Australie) 5. Tangerine Dream ( Allemagne) | 1. Central Park ( Allemagne) 2. Magenta ( Pays de Galles) 3. Prisma ( Suisse) 4. It Bites ( Angleterre) 5. The Flower Kings( Suède) 6. Pain of Salvation ( Suède) 7. Barclay James Harvest feat. Les Holroyd ( Angleterre) 8. Fish (ex Marillion) ( Écosse) - 3e participation | 1. Knight Area ( Pays-Bas) 2. Gazpacho ( Norvège) 3. Quidam ( Pologne) 4. Neal Morse ( États-Unis) 5. Ray Wilson (ex Genesis) & Stiltskin ( Écosse) 6. Roger Hodgson (ex Supertramp) ( Angleterre) |

### Night of the prog IV (2009)
La quatrième édition voit le retour du festival sur deux jours, en fin de la deuxième semaine de juillet. L'Angleterre y représente plus de la moitié des onze concerts.
Le vendredi débute avec les groupes néo-prog anglais Also Eden (formé en 2005) et Arena (formé en 1995 par Clive Nolan de Pendragon et Mick Pointer, premier batteur de Marillion). Les Suédois d'Agents of Mercy (néo-prog, 2008) permettent ensuite de réentendre le guitariste-chanteur Roine Stolt, qui l'année précédente s'était déjà produit ici, mais au sein des Flower Kings. Le groupe polonais de métal progressif Riverside complète alors la programmation, avant que le groupe norvégien Gaspacho, déjà présent l'année précédente, ne close la journée.
La journée de samedi débute avec le groupe allemand Subsignal (néo-prog, 2005), suivi par les Anglais de The Peapple Thief (crossover prog, 1999). Le groupe Lazuli (Eclectic prog, 1998) devient ensuite le premier groupe français à jouer au festival, et permet d'entendre Claude Leonetti jouer de sa Léode, instrument dont il est le seul joueur au monde, ainsi que d'autres instruments aussi éclectiques comme marimba, chapman sitck et warr guitar. La fin du festival est ensuite totalement anglaise. Pendragon, s'y produit pour la deuxième fois, deux ans après, son premier passage. Comme l'an dernier, les têtes d'affiche de clôture sont assurées par des artistes qui reprennent des titres de leur ancien groupe : Steve Hackett joue des pièces de Genesis à côté de ses titres en solo, alors que Mick Pointer délivre un répertoire uniquement constitué de chansons de son ancien groupe. Déjà présent la veille, au sein d'Arena, Pointer devient de la sorte le premier artiste à se produire deux fois lors du même festival.
| 1. Also Eden ( Angleterre) 2. Arena ( Angleterre) 3. Agents of Mercy ( Suède) 4. Riverside ( Pologne) 5. Gazpacho ( Norvège) - 2e participation | 1. Subsignal ( Allemagne) 2. The Pineapple Thief ( Angleterre) 3. Lazuli ( France) 4. Pendragon ( Angleterre) - 2e participation 5. Steve Hackett (ex Genesis) ( Angleterre) 6. Mick Pointer (ex Marillion) ( Angleterre) |

## Années 2010

### Night of the prog V (2010)
Le cinquième édition, avec onze concerts, se déroule pour la première fois à la fin de la première semaine de septembre. Comme l'année précédente, plus de la moitié des groupes sont anglais, essentiellement des groupes néo-prog formés dans les années 1980.
Le vendredi commence de la sorte avec les Anglais de Galahad (1985). Puis, pour la première fois un groupe venu d'Asie se produit au festival : les Japonais d'Ars Nova (symphonic prog, 1983). Le festival se poursuit avec un groupe hommage anglais : Three Friends (2009) qui reprend des titres du célèbre Gentle Giant, et dont le nom est tiré d'un album de ce dernier. La soirée se termine avec en tête d'affiche deux groupes néo-prog : les Anglais de Twelfth Night (1978), puis leur voisins écossais de Pallas (1980).
La journée du samedi débute par Moongarden (symphonic prog, 1993), le premier groupe italien depuis trois ans. Puis les Allemands de Sylvan font leur retour pour leur troisième participation, trois ans après leur précédent passage. Il en est de même pour le groupe norvégien Gazpacho qui se produit pour la troisième année consécutive. Les années précédentes, depuis le premier festival, avaient vu monter sur scène un ancien membre de Marillion : l'ex-chanteur Fish par trois fois, puis l'ex-batteur Mick Pointer. Cette fois-ci c'est le groupe lui-même qui se partage la tête d'affiche de la deuxième soirée avec les vétérans anglais de The Enid (symphonic prog, 1976). Marillion devient de la sorte le seul groupe dont le répertoire a été joué au cinq premières éditions du festival.
| 1. Galahad ( Angleterre) 2. Ars Nova ( Japon) 3. Three Friends ( Angleterre) 4. Twelfth Night ( Angleterre) 5. Pallas ( Écosse) | 1. Moongarden ( Italie) 2. Solstice ( Angleterre) 3. Sylvan ( Allemagne) - 3e participation 4. Gazpacho ( Norvège) - 3e participation 5. Marillion ( Angleterre) 6. The Enid ( Angleterre) |

### Night of the prog VI (2011)
Après un passage en septembre l'année précédente, la sixième édition se déroule à nouveau en juillet, lors de la deuxième semaine. Cette fois-ci c'est l'Allemagne qui est la plus représentée, avec plus d'un tiers des onze groupes.
Le vendredi débute de la sorte par le groupe germanique Martigan (néo-prog, 1994), suivi par le groupe Sky Architect (heavy prog, 2006), la seconde formation à représenter les Pays-Bas, trois ans après la précédente. L'après-midi se termine avec les Anglais de Treshold (métal progressif, 1988). La soirée débute avec le groupe polonais Riverside, de retour deux ans après sa première participation, avant de passer le relai à la tête d'affiche de cette première journées, les vétérans allemands d'Eloy, groupe de space-rock formé en 1969.
Le samedi commence avec le groupe anglais Haken (heavy prog, 2007), suivi par deux formations allemandes : Vanden Plas (métal progressif, 1986) et RPWL (néo-prog, 1997). Enfin, cette édition se termine avec les têtes d'affiche de la deuxième journée : le célèbre groupe américain de métal progressif Dream Theater avec son nouveau batteur Mike Mangini, puis le groupe anglais à tendance métal expérimental, Anathema,.
| 1. Martigan ( Allemagne) 2. Sky Architect ( Pays-Bas) 3. Threshold ( Angleterre) 4. Riverside ( Pologne) - 2e participation 5. Eloy ( Allemagne) | 1. Haken ( Angleterre) 2. Vanden Plas ( Allemagne) 3. RPWL ( Allemagne) 4. IQ ( Angleterre) - 2e participation 5. Dream Theater ( États-Unis) 6. Anathema ( Angleterre) |

### Night of the prog VII (2012)
Le septième édition a lieu à la fin de la deuxième semaine de juillet. L'Allemagne et l'Angleterre occupent à eux deux les trois-quarts des treize concerts au programme.
Le samedi débute avec l'Allemand Hasse Fröberg et son groupe The Musical Companion (crossover prog, 2008), suivi par les Anglais de Enochian Theory (métal progressif), et le groupe norvégien Airbag (néo-prog, 2004). Le festival voit ensuite les habitués de Sylvan pour leur quatrième participation, deux après la précédente, battant de ce fait le record de passages au festival. Puis le groupe Arena ferme l'après-midi, trois ans après sa première prestation. Les têtes d'affiche de la première soirée sont le groupe américain Spock's Bear (1992, symphonic prog) et Saga (crossover prog) qui, pour le 35e anniversaire de sa formation, devient le premier groupe canadien à jouer au festival.

La journée de dimanche commence avec le groupe allemand Frequency Drift (crossover prog, 2006), puis les Français de Lazuli reviennent faire entendre leurs instruments éclectiques, trois ans après leur précédent passage. Puis vient le tour des anglais d'Haken, déjà présents l'année précédente. Deus groupes suédois montent ensuite sur scène : The Flower Kings de retour quatre ans après leur premier passage, puis le groupe de métal progressif Katanonia (1991). La tête d'affiche de la soirée est Steve Hackett qui, comme trois ans auparavant, délivre quelques reprises de Genesis à côté de son répertoire solo.
| 1. Hasse Fröberg & The Musical Companion ( Allemagne) 2. Enochian Theory ( Angleterre) 3. Airbag ( Norvège) 4. Sylvan ( Allemagne) - 4e participation 5. Arena ( Angleterre) - 2e participation 6. Spock’s Beard ( États-Unis) 7. Saga ( Canada) | 1. Frequency Drift ( Allemagne) 2. Lazuli ( France) - 2e participation 3. Haken ( Angleterre) - 2e participation 4. The Flower Kings ( Suède) - 2de participation 5. Katatonia ( Suède) 6. Steve Hackett (ex Genesis) ( Angleterre) - 2e participation |

### Night of the prog VIII (2013)
La huitième édition se déroule à la fin de la deuxième semaine de juillet. Encore une fois, plus de la moitié des treize groupes sont anglais, et la Suède est également trois fois représentée.
Le festival commence le samedi avec le groupe anglais Sanguine Hum (néo-prog, 2008). Puis, l'Américain Simon Collins, fils du célèbre Phil Collins de Genesis, monte sur scène avec son groupe Sound of Contact (crossover prog 2009). C'est ensuite le retour des Anglais de The Pineapple (crossover prog, 1999), quatre ans après leur première apparition. Le groupe suédois Crippled Black Phoenix (space rock, 2004) clôt l'après-midi. Les têtes d'affiche de la soirée sont le renommé groupe français (mais qui chante en Kobaïen) Magma, formé en 1969, puis l'Anglais Steven Wilson, ancien membre de Porcupine Tree.

Le dimanche débute avec le groupe Anima Mundi (symphonic prog, 1996), originaire de Cuba, et premier groupe d'Amérique centrale à jouer au festival. Il est suivi par les Anglais de Maybeshewill (math rock, 2005), les Suédois de Änglagard (symphonic prog, 1991) et le groupe anglais Amplifier (space-rock, 1999). L'après-midi se termine avec l'école de Canterburry représentée par les vétérans de Caravan, formé en 1967. Les têtes d'affiche de la deuxième soirée sont Devin Townsend et son projet expérimental, deuxième artiste canadien à jouer ici après Saga l'année précédente. Le festival se termine avec le célèbre groupe suédois Opeth (métal progressif, 1990),.
| 1. Sanguine Hum ( Angleterre) 2. Sound of Contact ( États-Unis) 3. The Pineapple Thief ( Angleterre) - 2e participation 4. Crippled Black Phoenix ( Suède) 5. Magma ( France) 6. Steven Wilson ( Angleterre) | 1. Anima Mundi ( Cuba) 2. Maybeshewill ( Angleterre) 3. Änglagård ( Suède) 4. Amplifier ( Angleterre) 5. Caravan ( Angleterre) 6. Devin Townsend Project ( Canada) 7. Opeth ( Suède) |

### Night of the prog IX (2014)
La neuvième édition est organisée à la fin de la troisième semaine de juillet. L'Angleterre est une fois de plus la plus représentée, avec plus d'un tiers des treize groupes ou artistes.
Le vendredi débute avec le groupe italien Gran Turismo Velo (rock progressif, 2008), suivi par les Allemands de Traumhaus (symphonic prog, 1994). Puis Collage (1985, néo-prog) devient le quatrième groupe polonais à se produire au festival, avant que le groupe allemand Long Distance Calling (math rock, 2006) ne termine l'après-midi. Les têtes d'affiches de la soirée sont le groupe anglais IQ pour sa troisième participation, trois ans après la précédente, et le supergroupe américain Transatlantic (1999) dont trois de ses membres ont déjà joué au festival : Neal Morse en solo, Roine Stolt avec The Flower Kings et Agents of Mercy, et Peter Trewavas avec Marillion. Leur batteur Mike Portnoy s'y produit pour la première fois car il a quitté Dream Theater avant le passage de ce dernier au festival en 2011.

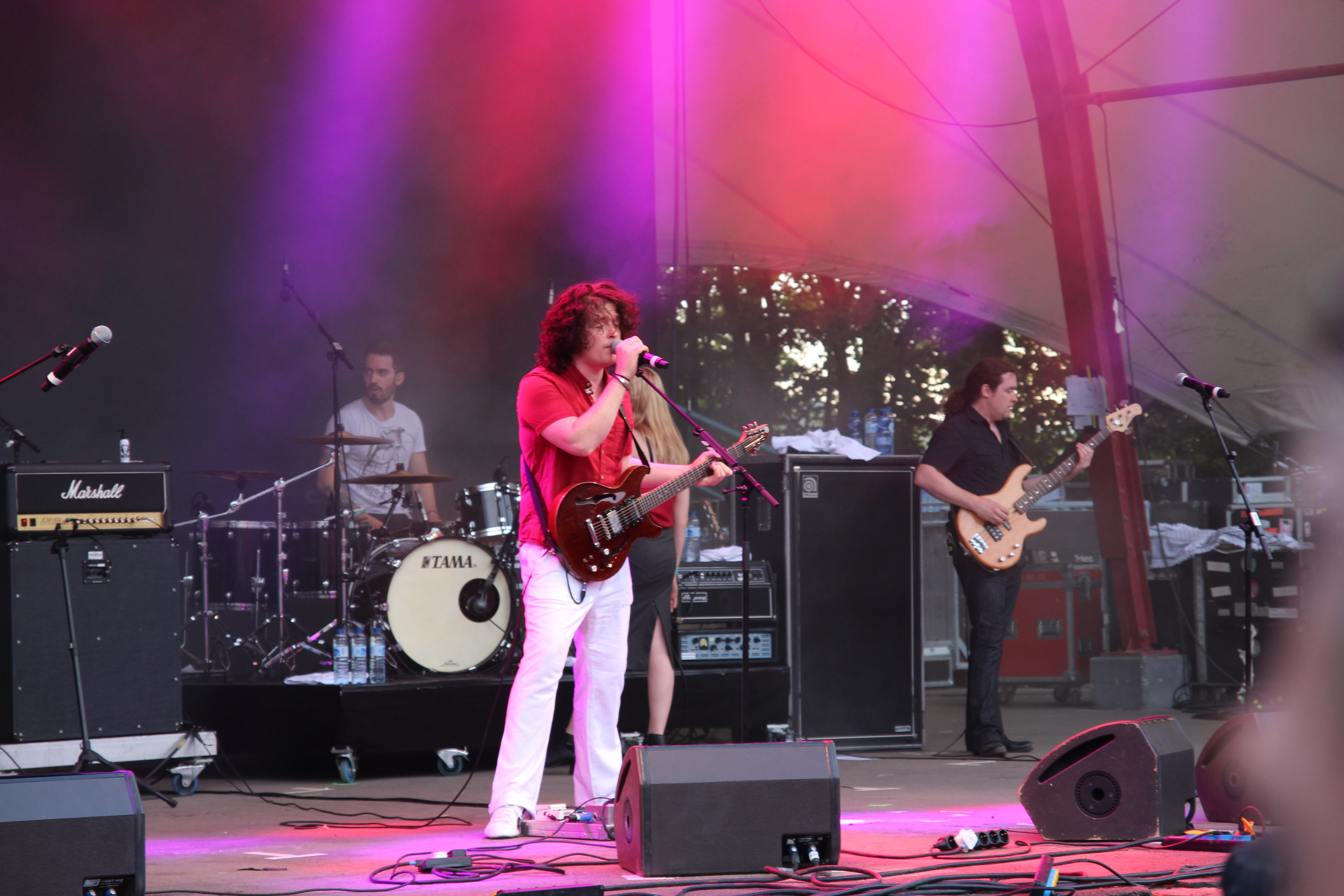
Anathema au Night of the Prog IX

La journée de samedi commence avec les Anglais de Synaesthesia (2012, crossover prog). A Liquid Landscape (crossover prog) est ensuite le troisième groupe à représenter les Pays-Bas. L'après-midi se termine avec Dream the Electric Sleep (néo-prog, 1999), troisième groupe américain de cette édition, puis Clepsydra (néo-prog, 1990), deuxième groupe suisse à jouer ici, six ans après Prisma. La deuxième soirée voit en têtes d'affiche le retour de deux formations anglaises : Anathema et Marillion respectivement quatre et trois ans après leur première apparition: Pete Trawavas, déjà présent la veille avec Transatlantic, se produit donc deux fois au cours de cette édition.
| 1. Gran Turismo Veloce ( Italie) 2. Traumhaus ( Allemagne) 3. Collage ( Pologne) 4. Long Distance Calling ( Allemagne) 5. IQ ( Angleterre) - 3e participation 6. Transatlantic ( États-Unis) | 1. Synaesthesia ( Angleterre) 2. A Liquid Landscape ( Pays-Bas) 3. Dream the Electric Sleep ( États-Unis) 4. Clepsydra ( Suisse) 5. Brian Cummins ( Angleterre) 6. Anathema ( Angleterre) - 2e participation 7. Marillion ( Angleterre) - 2e participation |

### Night of the prog X (2015)
La dixième édition, organisée à la fin de la troisième semaine de juillet, voit le retour du festival sur trois journées. Encore une fois les formations britanniques (Angleterre et Écosse) sont les plus représentées avec la moitié des dix-neuf concerts.
Le vendredi commence avec les Hollandais de Lesoir (crossover prog, 2009), suivi des Suédois de Beardfish (eclectic Prog, 2001), et un deuxième groupe originaire des Pays-Bas The Gentle Storm (crossover prog, 2014). Pendragon ferme l'après-midi pour sa troisième participation, six ans après son dernier passage. Les têtes d'affiche de la soirée sont Neal Morse, de retour sept ans après son premier passage, et les vétérans anglais de Camel, formé en 1971.

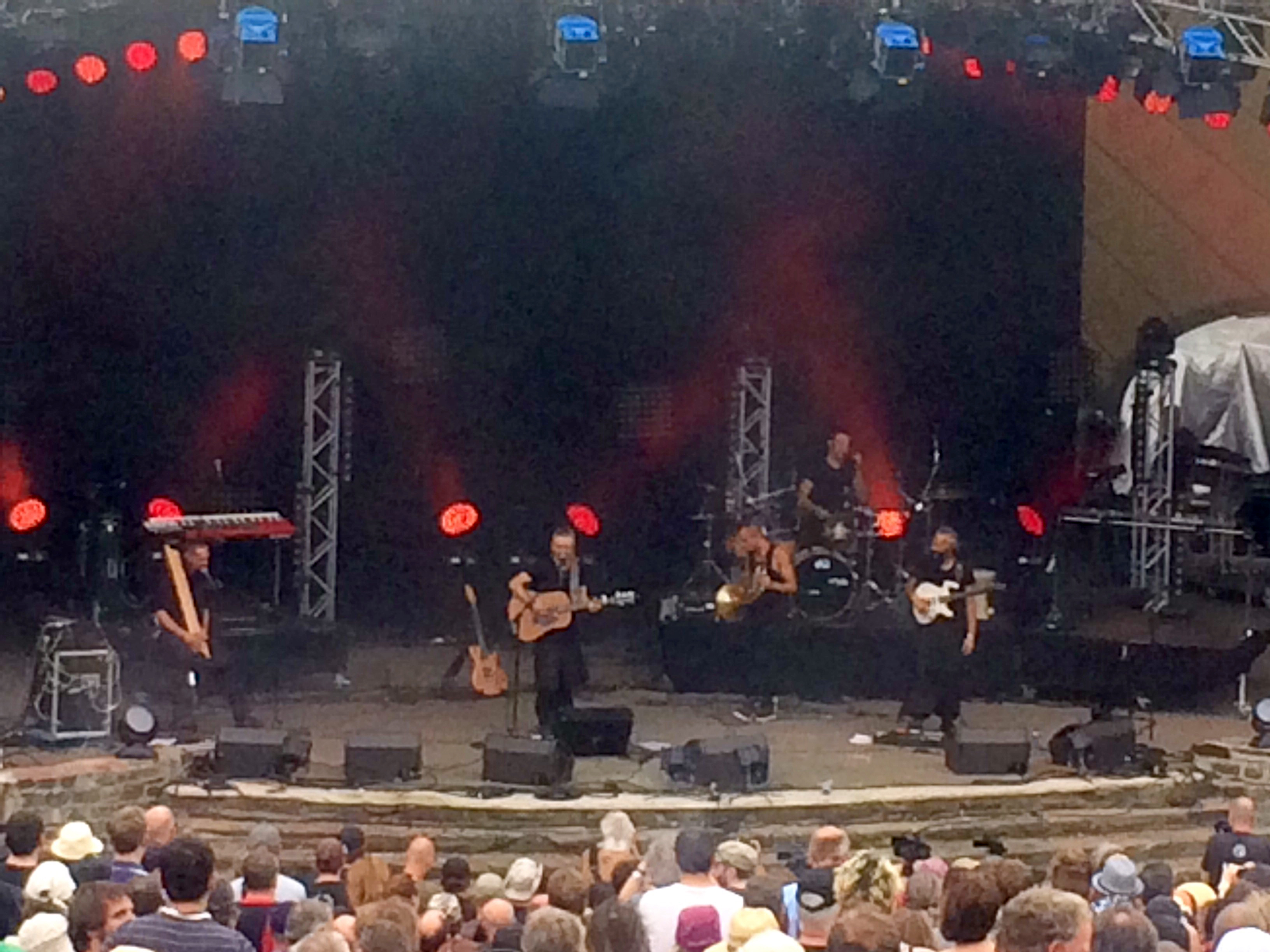
Lazuli au Night of the prog X

Le samedi débute avec le groupe anglais Luna Kiss (rock alternatif, 2011), le seul de la journée à ne s'être jamais produit ici. En effet, on retrouve ensuite trois groupes de retour trois ans après leur précédent passage : les Anglais de Haken pour leur troisième participation, puis les Allemands de Sylvan, qui restent les recordmans avec cinq participations, et enfin les Français de Lazuli pour leur troisième participation. Le groupe anglais The Enid, de retour six ans après sa première apparition, ferme ensuite l'après-midi. La soirée débute avec la troisième participation des Polonais de Riverside, quatre ans après leur dernière. Puis Fish, tête d'affiche de la soirée, monte sur scène pour la quatrième fois, sept ans après sa dernière performance.
Le dimanche commence par Special Providence (métal progressif, 2004), premier groupe hongrois à se produire ici. Viennent ensuite les Anglais d'IO Earth (crossover prog, 2007) et les Suédois de Kaipa DaCapo (symphonic prog, 2014). Puis un autre membre de Marillion clôt l'après-midi : le guitariste Steve Rothery et son groupe. Les têtes d'affiche de la soirée sont le groupe suédois Pain of Salvation, de retour sept ans après son premier passage, et Steve Hackett pour sa troisième apparition, trois ans après la précédente.
| 1. Lesoir ( Pays-Bas) 2. Beardfish ( Suède) 3. The Gentle Storm ( Pays-Bas) 4. Pendragon ( Angleterre) - 3e participation 5. Neal Morse ( États-Unis) - 2e participation 6. Camel ( Angleterre) | 1. Luna Kiss ( Angleterre) 2. Haken ( Angleterre) - 3e participation 3. Sylvan ( Allemagne) - 5e participation 4. Lazuli ( France) - 3e participation 5. The Enid ( Angleterre) - 2de participation 6. Riverside ( Pologne) - 3e participation 7. Fish (ex Marillion): 30th Anniversary Misplaced Childhood Show ( Écosse) - 4e participation | 1. Special Providence ( Hongrie) 2. IO Earth ( Angleterre) 3. Kaipa DaCapo ( Suède) 4. Steve Rothery band (Marillion) ( Angleterre) 5. Pain of Salvation ( Suède) - 2de participation 6. Steve Hackett (Genesis Revisited) ( Angleterre) - 3e participation |

### Night of the prog XI (2016)
La onzième édition du festival a lieu à la fin de la troisième semaine de juillet. Avec six concerts sur dix-neuf, l'Allemagne est la plus représentée, suivie par l'Angleterre avec cinq représentations.
C'est un groupe polonais, Lion Shepherd (crossover prog, 2014) qui ouvre le festival le vendredi. Viennent ensuite le groupe germanique Subsignal, de retour sept ans après son premier passage, puis les Anglais de Mostly Autum qui ne s'étaient plus produit ici depuis le premier festival, il y a dix ans. Le groupe suédois Anekdoten (heavy prog, 1990) ferme l'après-midi. Les têtes d'affiche de la soirée sont les vétérans allemands de Lucifer's Friend (heavy prog), formé en 1970, puis le groupe américain Spock's Beard, de retour quatre ans après son premier passage, mais cette fois-ci avec son ancien chanteur Neal Morse, déjà présent l'année précédente.
Le samedi débute par des groupes germaniques : Seven Steps to the Green Door (néo-prog, 2004), et Frequency Drift, à nouveau présent quatre ans après sa première participation. La France est ensuite représentée par le groupe Gens de la lune, formé en 2006 par Francis Décamps, ancien claviériste du célèbre groupe Ange, formé avec son frère Francis. Le troisième groupe allemand de la journée monte alors sur scène : RPLW, cinq ans après son premier passage. Puis les vétérans hollandais de Focus, formé en 1969, closent l'après-midi. Les têtes d'affiche de la deuxième soirée sont le groupe allemand Peter Pankas Jane, l'une des deux incarnations (l'autre étant Mother Jane) du groupe Jane formé en 1970, puis les Anglais de Hawkwind, formé en 1969.

Le dimanche commence par un groupe anglais, Knifeworld (crossover, 2002), suivi par les cubains d'Anima Mundi, de retour trois ans après leur premier passage. Les groupes anglais Lifesigns (néo-prog, 2008) et norvégien Magie Pie (symphonic prog, 2001) ferment ensuite l'après-midi. Les têtes d'affiche de la dernière soirée sont deux groupes de reprises : Carl Palmer ELP Legacy rend hommage à la musique d'ELP et à ses deux anciens acolytes (Keith Emerson, mort 11 mars précédent, et Greg Lake, malade et qui mourra 7 décembre de la même année). Le festival se termine par le plus célèbre groupe en hommage à Genesis : la formation canadienne de The Musical Box.
| 1. Lion Shepherd ( Pologne) 2. Subsignal ( Allemagne) - 2de participation 3. Mostly Autumn ( Angleterre) - 2de participation 4. Anekdoten ( Suède) 5. Lucifer’s Friend ( Allemagne) 6. Spock's Beard & Neal Morse ( États-Unis) - respectivement 2de et 3e participation | 1. Seven Steps to the Green Door ( Allemagne) 2. Frequency Drift ( Allemagne) - 2de participation 3. Gens de la Lune ( France) 4. RPWL ( Allemagne) - 2e participation 5. Focus ( Pays-Bas) 6. Peter Pankas Jane ( Allemagne) 7. Hawkwind ( Angleterre) | 1. Knifeworld ( Angleterre) 2. Anima Mundi ( Cuba) - 2de participation 3. Lifesigns ( Angleterre) 4. Magic Pie ( Norvège) 5. Carl Palmers ELP Legacy ( Angleterre) 6. The Musical Box (Genesis tribute) ( Canada) |

### Night of the prog XII (2017)
La douzième édition se déroule à la fin de la troisième semaine de juillet. Avec huit formations, le Royaume-Uni (Angleterre et Écosse) est le plus représenté, suivi par l'Allemagne, avec quatre concerts sur les dix-neuf de prévus.
Le vendredi voit le festival débuter avec trois groupes de métal progressif : Second Relation (2007), premier groupe autrichien à jouer au festival, puis le groupe anglais Maschine (2008), et enfin Soul Secret (2004), premier groupe italien depuis trois ans. L'après-midi se termine avec les Allemands de Blind Ego (2005, néo prog). La soirée débute avec le groupe anglais Crippled Black Phoenix, de retour quatre ans après son premier passage. Puis Mike Portnoy est son groupe Shattered Fortress, accompagné par des membres d'Haken et du Neal Morse Band, closent la première journée.
Le samedi commence par trois groupes allemands : Eyevory (2012, crossover prog), Peter Ashby (electic prog), et Karibow (crossover prog, 1996). Puis les Écossais de Comedy of Errors (néo prog, 1984) montent sur scène avant que l'Anglais David Cross (ex King Crimson) et son groupe ne ferment l'après-midi avec leur jazz rock/fusion. Les têtes d'affiche de la deuxième soirée sont Ray Wilson, neuf ans après sa première apparition, et la formation comprenant d'anciens membres de Yes, Jon Anderson, Trevor Rabin et Rick Wakeman.
La journée du dimanche commence aussi avec un groupe allemand : A Kew's Tag (rock alternatif, 2011). Puis le Français Franck Carducci et son groupe crossover prog montent sur scène, suivis du groupe norvégien Seven Impale (éclectic prog, 2010). L'après-midi se termine avec le groupe français Gong, formé en 1968. Les têtes d'affiche de clôture sont l'Anglais Chris Thompson, ancien chanteur de Manfred Mann's Earth Band, puis ses compatriotes de Marillion pour leur troisième apparition, trois ans après la précédente, en remplacement du groupe américain Kansas qui s'est désisté en raison des risques d'attentat en Europe.
| 1. Second Relation ( Autriche) 2. Maschine ( Angleterre) 3. Soul Secret ( Italie) 4. Blind Ego ( Allemagne) 5. Crippled Black Phoenix ( Angleterre) - 2de participation 6. Mike Portnoy's « Shattered Fortess » featuring members of Haken and the Neal Morse Band ( États-Unis) | 1. Eyevory ( Allemagne) 2. Ashby ( Allemagne) 3. Karibow ( Allemagne) 4. Comedy of Errors ( Écosse) 5. David Cross Band (ex King Crimson) ( Angleterre) 6. Ray Wilson (ex Genesis) ( Écosse) - 2de participation 7. Yes featuring Jon Anderson, Trevor Rabin, Rick Wakeman ( Angleterre) | 1. A Kew's Tag ( Allemagne) 2. Franck Carducci Band ( France) 3. Seven Impale ( Norvège) 4. Gong ( France) 5. Chris Thompson ( Angleterre) 6. Marillion ( Angleterre) - 3e participation |

### Night of the prog XIII (2018)
La treizième édition se déroule également sur trois jours à la fin de la troisième semaine de juillet. Une fois de plus, l'Angleterre avec six concerts sur dix-neuf, est la plus représentée. L'Allemagne et la Suède présentent tous deux trois formations musicales.
Le vendredi commence avec le groupe polonais Retrospective (métal progressif, 2005) suivi par les Allemands de Deafening Opera (heavy prog, 2005). L'après-midi se termine avec deux groupes anglais : Antimatter (expérimental, 1997) et Threshold (métal progressif, 1998). La soirée débute avec les Polonais de Riverside pour leur quatrième prestation, trois ans après la précédente. La journée se termine avec le groupe anglais Big Big Train (crossover prog, 1990).

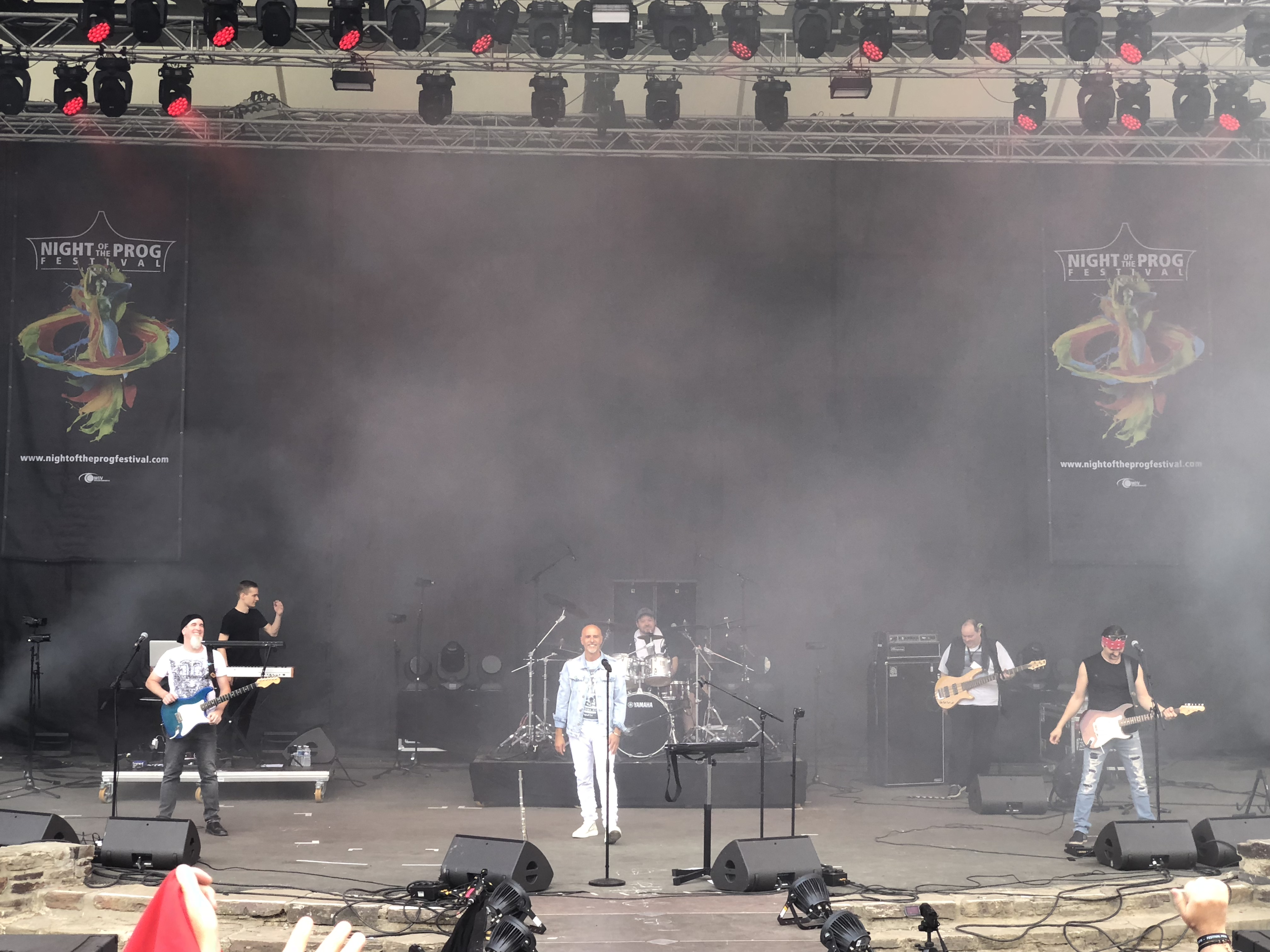
Mystery au Night ot the Prog XIII

Le samedi voit deux groupes allemands ouvrir la journée : Smalltape (crossover prog, 2011) et Long Distance Calling qui délivre son Math rock quatre ans après sa première apparition. La Scandinavie est ensuite représentée avec le Suédois Richard Sjöblom et son groupe Gungfly, formé en 2009, puis avec le groupe norvégien Wobbler (symphonic prog, 1999). Les Canadiens de Mystery closent l'après-midi (néo-progressif, 1986). Le supergroupe suédois The Sea Within Eclectif prog, formé l'année précédente par le chanteur-guitariste Roine Stolt (The Flower Kings), le bassiste Jonas Reingold (The Flower Kings), le batteur Marco Minnemann, le claviériste Tom Brislin (Yes, Kansas) et le guitariste-chanteur David Gildenlöw (Transatlantic) ouvre la soirée, avant que Camel ne termine la journée, trois après sa première participation.
La journée de dimanche débute avec l'Américain Casey McPherson (Flying Colors), suivi par Anubis (néo prog, 2004), deuxième groupe australien à jouer ici, douze ans après The Merlin Bird lors du premier festival. Puis c'est au tour des Norvégiens de Gentle Knife (crossover prog, 2014) à monter sur scène. Le célèbre groupe français Ange (formé en 1969) clôt alors l'après-midi : Christian Décamps foule la scène deux ans après son frère Francis au sein des Gens de la Lune. Le supergroupe Arena ouvre la soirée pour son troisième passage, six ans après le précédent. Puis Steve Hogarth, chanteur de Marillion, ferme le festival, accompagné des vétérans suédois d'Isildurs Bane, groupe formé en 1976.
| 1. Retrospective ( Pologne) 2. Deafening Opera ( Allemagne) 3. Antimatter ( Angleterre) 4. Threshold ( Angleterre) 5. Riverside ( Pologne) - 4e participation 6. Big Big Train ( Angleterre) | 1. Smalltape Allemagne 2. Long Distance Calling ( Allemagne) - 2de participation 3. Rikard Sjöblom's Gungfly ( Suède) 4. Wobbler ( Norvège) 5. Mystery ( Canada) 6. The Sea Within (Stolt, McPherson, Reingold, Brislin, Minnemann) ( Suède) 7. Camel ( Angleterre) - 2de participation | 1. Casey McPherson ( États-Unis) 2. Anubis ( Australie) 3. Gentle Knife ( Norvège) 4. Ange ( France) 5. Arena ( Angleterre) - 3e participation 6. Steve Hogarth & Isildurs Bane with special Guest Richard Barbieri ( Angleterre / Suède) |

### Night of the prog XIV (2019)
La quatorzième édition du festival a lieu à la fin de la troisième semaine de juillet. Comme l'an passé, un tiers des dix-huit groupes ou artistes est anglais, et l'Allemagne et la Norvège sont bien représentées avec respectivement trois et deux formations musicales.
La journée de vendredi débute avec le groupe hollandais Dilemma (heavy prog, 1993), suivi du groupe Special Providence, de retour quatre ans après sa première prestation, et seul groupe hongrois à s'être produit ici. L'après-midi se termine avec les Allemands de Chandelier (néo-prog, 1990). Les têtes d'affiche de la soirée sont  la formation anglaise IQ pour sa quatrième participation, cinq ans après la précédente, puis les vétérans allemands de Tangerine Dream, de retour onze ans après leur premier passage.
Le samedi commence avec F.O.R.S. (né progressif, 2016), premier groupe suisse depuis cinq ans, suivi par Overhead (crossover prog, 1999), premier groupe finlandais à se produire au festival. Deux artistes solos poursuivent ensuite la programmation : l'Anglais Tim Bowness (crossover prog) et l'Allemand Thomas Thielen dit « T » (néo prog). L'après-midi se clôt avec le groupe canadien Karcius (jazz-rock/fusion, 2001). La soirée voit les Français de Lazuli monter sur scène pour leur quatrième prestation, quatre ans après la précédente, et devenant de ce fait le groupe français ayant le plus joué ici. Nick Mason, l'ancien batteur de Pink Floyd, ferme ensuite la journée avec son groupe Saucerful of Secrets, dans lequel joue, entre autres, la bassiste Guy Pratt qui avait accompagné Pink Floyd depuis la fin des années 1980, et gendre de feu Richard Wright, claviériste du Floyd.
La journée de dimanche démarre avec deux groupes venus de Norvège : The Windmill (heavy prog, 2001) et Oak (crossover prog, 2013). Puis les Italiens de RanestRane (progressif italien, 1998) et les Suédois de All Traps On Earth (symphonic prog, 2013) ferment l'après-midi. Les têtes d'affiche de la dernière soirée sont Anathema, pour leur troisième participation, cinq ans après la précédente, et Gong, de retour deux ans après leur première prestation, mais avec cette fois-ci accompagné par le groupe de Steve Hillage, ancien membre de Gong.
| 1. Dilemma ( Pays-Bas) 2. Special Providence ( Hongrie) - 2de participation 3. Chandelier ( Allemagne) 4. IQ ( Angleterre) - 4e participation 5. Tangerine Dream ( Allemagne) - 2de participation | 1. F.O.R.S. ( Suisse) 2. Overhead ( Finlande) 3. Tim Bowness ( Angleterre) 4. « t » (Thomas Thielen) ( Allemagne) 5. Karcius ( Canada) 6. Lazuli ( France) - 4e participation 7. Nick Mason‘s Saucerful of Secrets (ex Pink Floyd) ( Angleterre) | 1. The Windmill ( Norvège) 2. Oak ( Norvège) 3. RanestRane ( Italie) 4. All Traps On Earth ( Suède) 5. Anathema ( Angleterre) - 3e participation 6. The Steve Hillage Band avec Gong ( Angleterre / France) - 2de participation pour Gong) |

## Années 2020

### Night of the prog XV (2020 reportée en 2021, puis en 2022)

#### Programmation initialement prévue en 2020 et annulée[34]
| 1. Soulsplitter ( Allemagne) 2. Blank Manuskript ( Autriche) 3. IZZ ( États-Unis) 4. Pure Reason Revolution ( Angleterre) 5. Pavlov’s Dog ( États-Unis) 6. Renaissance ( Angleterre) | 1. Sentryturn ( Allemagne) 2. Cheeto’s Magazine ( Espagne) 3. Gabriel ( Argentine) 4. Jadis ( Angleterre) 5. Pendragon ( Angleterre) 6. Ayreon ( Pays-Bas) | 1. Infringement ( Norvège) 2. Voyager IV ( Allemagne) 3. Barock Project ( Italie) 4. Moon Safari ( Suède) 5. Colosseum ( Angleterre) 6. RPWL ( Allemagne) 7. PFM ( Italie) |

#### Programmation initialement prévue en 2021 et annulée[35]
| 1. Soulsplitter ( Allemagne) 2. Blank Manuskript ( Autriche) 3. IZZ ( États-Unis) 4. Pure Reason Revolution ( Angleterre) 5. Pavlov’s Dog ( États-Unis) 6. Renaissance ( Angleterre) | 1. Sentryturn ( Allemagne) 2. Cheeto’s Magazine ( Espagne) 3. Traumhaus ( Allemagne) 4. Jadis ( Angleterre) 5. Pendragon ( Angleterre) 6. Steve Hackett (Genesis revisited Seconds out & More) ( Angleterre) | 1. Infringement ( Norvège) 2. Voyager IV ( Allemagne) 3. Barock Project ( Italie) 4. Moon Safari ( Suède) 5. Colosseum ( Angleterre) 6. RPWL ( Allemagne) 7. PFM ( Italie) |

#### Programmation réalisée en 2022[36]
| 1. Soulsplitter ( Allemagne) 2. Blank Manuskript ( Autriche) 3. Smalltape ( Allemagne) - 2de participation 4. Pure Reason Revolution ( Angleterre) 5. The Pineapple Thief ( Angleterre) - 3e participation 6. Renaissance ( Angleterre) | 1. Sentryturn ( Allemagne) 2. Fughu ( Argentine) 3. Traumhaus ( Allemagne) - 2de participation 4. Jadis ( Angleterre) 5. Lazuli ( France) - 5e participation 6. Steve Hackett (Genesis revisited Seconds out & More) ( Angleterre) - 4e participation | 1. Infringement ( Norvège) 2. Voyager IV ( Allemagne) 3. Wired Ways ( Allemagne) 4. Barock Project ( Italie) 5. Colosseum ( Angleterre) 6. RPWL ( Allemagne) - 3e participation 7. PFM ( Italie) |

La quinzième édition du festival a lieu à la fin de la troisième semaine de juillet 2022, trois ans après la quatorzième, car reportée deux fois du fait des restrictions sanitaires dues à la pandémie de Covid-19. De ce fait, quelques groupes initialement prévus en 2020 (IZZ, Pavlov's Dog, Cheeto's Magazine, Gabriel, Pendragon, Ayreon, Moon Safari), puis en 2021 (IZZ, Pavlov's Dog, Cheeto's Magazine, Pendragon) n'ont pas pu honorer cette édition et sont remplacés par Smalltape, The Pineapple Thief, Fughu, Lazuli et Wired Way's.
L'Allemagne et l'Angleterre, avec respectivement sept et six concerts sur les dix-neuf, sont les nations les plus représentées.
La journée de vendredi débute avec le groupe allemand Soulsplitter (prog metal, 2016), suivi de Blank Manuscrit (symphonic prog, 2007), second groupe autrichien à se produire ici, cinq ans après le premier. L'après-midi se termine avec les Allemands de Smalltape (crossover prog, 2011), de retour cinq ans après leur première apparition, puis avec le groupe anglais Pure Reason Revolution (crossover prog, 2003). Les têtes d'affiche de la soirée restent anglais, avec The Pineapple Thief (crossover prog, 1999) pour leur 3e prestation, neuf ans après la précédente, et avec les vétérans de Renaissance (symphonic prog), groupe créé en 1969.
Le samedi commence avec les Allemands de Sentryturn (prog metal, 2015), suivi par Fughu (prog metal, 1998), premier groupe argentin à jouer au festival. La programmation se poursuit avec le groupe allemand Traumhaus (symphonic prog, 1994), de retour huit ans après sa première participation, puis avec les Anglais de Jadis (neo prog, 1982). Les têtes d'affiche de la soirée sont bien connues ici :  les Français de Lazuli (eclectic prog, 1998) pour leur 5e participation, et déjà présents lors de l'édition précédente ; puis l'Anglais Steve Hackett, de retour après sept ans et qui, pour sa 4e participation, interprète l'album Seconds Out de Genesis, entre autres pièces.
La journée de dimanche voit les Norvégiens de Infringement (neo prog, 2015) ouvrir le programme, suivis par deux groupes allemands : Voyager Iv (eclectic prog, 2018) et le récent Wired Way's (symphonic prog, 2022). les Italiens de Barock Project (neo prog, 2004) montent ensuite sur scène, avant de céder la place au célèbre groupe anglais Colosseum (jazz rock / fusion), formé en 1968. Les têtes d'affichent de la soirée sont le groupe allemand RPWL, de retour après six ans pour sa 3e participation, et la renommée formation italienne Premiata formeria marconi, existant depuis 1970.

### Night of the prog XVI (2023)
| 1. Time Shift Accident ( Allemagne) 2. Abel Ganz ( Écosse) 3. Agusa ( Suède) 4. Anneke van Giersbergen ( Pays-Bas) 5. Cyan ( Angleterre) 6. Nick Mason's Saucerful of Secrets ( Angleterre - 2de participation | 1. Aëdon ( Allemagne) 2. Fuchs ( Allemagne) 3. Venus Principle ( Angleterre / Suède) 4. Franck Carducci ( France) - 2de participation 5. Wishbone Ash ( Angleterre) 6. The Musical Box performs Genesis ( Canada) - 2de participation | 1. Karfagen ( Ukraine) 2. Mad Fellaz ( Italie) 3. OAK ( Norvège) - 2de participation 4. Panzerballett featuring Virgil Donati ( Allemagne / Australie) 5. Esthesis ( France) 6. Soen ( Suède) 7. Leprous ( Norvège) |

La seizième édition du festival a lieu à la fin de la deuxième semaine de juillet 2023.
L'Angleterre et l'Allemagne, avec chacune quatre concerts sur dix-neuf, sont les nations les plus représentées.
La journée de vendredi commence par le groupe allemand Time Shift Accident (jazz rock / fusion, 2013), qui propose une musique uniquement instrumentale, suivi par la formation écossaise d'Abel Ganz (neo prog, 1980). Le concert se poursuit avec le groupe suédois Agusa (psychedelic / space rock), également instrumental. La chanteuse et guitariste néerlandaise Anneke van Giersbergen se produit ensuite accompagnée uniquement par le guitariste Dave Foster. La soirée débute avec les Anglais de Cyan (neo prog, 1984). La journée se termine avec Nick Mason et son groupe Saucerful of Secrets, de retour trois ans après sa première apparition, qui propose des reprises de son ancien groupe Pink Floyd.
Le samedi voit deux groupes allemands ouvrir la journée: Aëdon (rock  alternatif, 2015) et Fuchs (crossover prog, 2012), projet du multi-instrumentiste Hans-Jürgen Fuchs. Monte ensuite sur scène le groupe anglo-suédois Venus Principle (heavy prog, 2019), avant que le français Franck Carducci et son « band » (crossover prog) ne close l'après-midi, 6 ans après son premier passage. La soirée débute avec les vétérans anglais de Wishbone Ash, formé en 1969, et se termine avec les Canadiens de The Musical Box qui, de retour 7 ans après leur première apparition, reprennent l'intégralité de l'album The Lamb Lies Down on Broadway de Genesis, ainsi qu'en rappel la pièce homonyme du nom du groupe.
Le journée dominicale débute avec Karfagen (symphonic prog, 1997), premier groupe ukrainien à se produire ici. Montent ensuite sur scène le groupe italien Mad Fellaz (eclectic prog, 2010), puis les Norvégiens de OAK (crossover, 2010), de retour 3 ans après leur début ici. Le groupe allemand Panzerballett (jazz rock / fusion, 2004) se produit ensuite, accompagné par le multi-instrumentiste Virgil Donati, premier australien à fouler la scène du festival depuis 2015. Les Français d'Esthesis (neoprog, 2019) ferment l'après-midi. La soirée est entièrement scandinave : les Suédois de Soen (experimental / post metal, 2015), puis les Norvégiens de Leprous (tech / extreme prog metal, 2001).

### Night of the prog XVII (2024)
| Warm Up Party 1. Pünk Flöyd ( Suède) 2. Flame Drop ( Suisse) 3. Flying Circus ( Allemagne) | 1. Inhalo ( Pays-Bas) 2. Cheeto’s Magazine ( Espagne) 3. IZZ ( États-Unis) 4. Sylvan ( Allemagne) - 6e participation 5. Alex Henry Foster ( Canada) 6. Arena ( Angleterre) - 4e participation 7. Riverside ( Pologne) - 5e participation | 1. !Gerald! ( France / ( Angleterre) 2. Ritual ( Suède) 3. Karnataka ( Pays de Galles) 4. Beardfish ( Suède) - 2de participation 5. Lazuli ( France) - 6e participation 6. Pendragon ( Angleterre) - 4e participation 7. Steve Hackett (Genesis Greats Lamb Highlights & Solo) ( Angleterre) - 5e participation | 1. Ok Goodnight ( États-Unis) 2. The Windmill ( Norvège) 3. Amarok ( Pologne) 4. Meer ( Norvège) 5. The Flower Kings ( Suède) - 3e participation 6. Steve Rothery band ( Angleterre) - 2de participation 7. Big Big Train ( Angleterre) - 2de participation |